# Cladonia coniocraea
Cladonia coniocraea (Flörke) Spreng. (syn. Cladonia ochrochlora Flörke) ist eine Flechtenart aus der Familie der Cladoniaceae.

## Merkmale

### Makroskopische Merkmale
Die Thallusschuppen von Cladonia coniocraea (Flörke) Spreng. sind bis zu 2 mm breit, mitunter sorediös. Während die Oberseite graugrün und der Rand nach oben gebogen ist, ist die Unterseite weiß.
Die Stämmchen (Podetien) werden bis zu 3 cm lang, feinmehlig sorediös. Diese sind unverzweigt und spitz zusammenlaufend. Im trockenen Zustand ist die Farbe der Podetien graugrün und im feuchten Zustand grün. 
Die Fruchtkörper (Apothecien) sind braun und sitzen auf der Spitze der Podetien, wo sie manchmal nicht richtig zu erkennen sind.

### Tüpfelreaktion
Thallusschuppen und Podetien verfärben sich beim Beträufeln mit para-Phenylendiamin orange bis rostrot (P+). 

### Flechteninhaltsstoffe
Fumarprotocetrarsäure und Protocetrarsäure.